# Josu Sarriegi
Josu Sarriegi Zumarraga (Lazcano, Guipúzcoa, 19 de enero de 1979) fue un futbolista español que jugaba de defensa central.
El 26 de noviembre de 2008 marcó su gol más recordado como profesional en el Giuseppe Meazza, en la victoria por 0 a 1 ante el Inter de Milán en Liga de Campeones, cuando era jugador del Panathinaikos.

## Trayectoria
Tras debutar, en 2ªB, en las filas de la S.D. Beasáin (donde coincidió con su hermano Manex) fue fichado, junto a Iker Gabarain, por el Deportivo Alavés para reforzar su conjunto filial, el Deportivo Alavés "B" (2ªB).
Permaneció en el filial alavesista tres temporadas, en las que llegó a debutar en Primera División y en la Copa de la UEFA con el primer equipo. En la temporada de 2002-2003 fue cedido a la S.D. Eibar (2ª División), junto a sus compañeros Sergio de la Cruz y Eneko Romo.
A su regreso al Glorioso entró a formar parte del primer equipo, que acababa de descender de Primera División. Allí permaneció tres temporadas viviendo el ascenso de la temporada 2004-2005 y el descenso la siguiente temporada. En verano de 2006 fue traspasado al Athletic Club de la Primera División por 750.000 €.
En agosto de 2007 el club bilbaíno lo traspasó, por 500.000 € más variables, al equipo griego del Panathinaikos F.C. En el conjunto de El Trébol jugó cinco temporadas, donde ganó el doblete de 2010 (Superliga de Grecia y Copa de Grecia), en las que disputó más de 100 partidos, nueve de ellos de la Liga de Campeones.

## Clubes
| Club               | País   | Año       |
| ------------------ | ------ | --------- |
| Lazkao K.E.        | España | 1994-1998 |
| S.D. Beasáin       | España | 1998-1999 |
| Deportivo Alavés B | España | 1999-2002 |
| Deportivo Alavés   | España | 2001      |
| S.D. Eibar         | España | 2002-2003 |
| Deportivo Alavés   | España | 2003-2006 |
| Athletic Club      | España | 2006-2007 |
| Panathinaikos F.C. | Grecia | 2007-2012 |

## Palmarés

### Campeonatos nacionales
| Título               | Club             | País   | Año  |
| -------------------- | ---------------- | ------ | ---- |
| Super Liga de Grecia | Panathinaikos FC | Grecia | 2010 |
| Copa de Grecia       | Panathinaikos FC | Grecia | 2010 |

## Implicación en política
En 2019 fue elegido como número tres de la candidatura de Euskal Herria Bildu a las elecciones municipales en Lazcano, su pueblo natal.